# جزية المال (مازاتشو)
جزية المال هي تصوير جصي للفنان الإيطالي مازاتشو رسمها حوالي 1425.